# Obnovme Evropu
Obnovme Evropu (anglicky Renew Europe) je liberální politická skupina v Evropském parlamentu. Vznikla v červnu roku 2019 po květnových volbách do Evropského parlamentu a navazuje na činnost skupiny Aliance liberálů a demokratů pro Evropu (ALDE), která působila mezi lety 2004–2019. Ke změně názvu došlo poté, co se k liberální frakci ALDE spolu s dalšími politickými stranami připojila i strana La République En Marche! francouzského prezidenta Emmanuela Macrona.

## Členské strany
Frakci tvoří 77 europoslanců z 19 členských států.
| Členský stát | Název strany                            | Zkratka | Počet mandátů |
| ------------ | --------------------------------------- | ------- | ------------- |
| Belgie       | Otevření vlámští liberálové a demokraté | VLD     | 1/22          |
| Belgie       | Reformní hnutí                          | MR      | 3/22          |
| Belgie       | Odhodlaní                               | LE      | 1/22          |
| Bulharsko    | Hnutí za práva a svobody                | DPS     | 3/17          |
| Bulharsko    | Pokračujeme ve změně                    | PP      | 2/17          |
| Dánsko       | Venstre                                 | V       | 2/15          |
| Dánsko       | Dánská sociálněliberální strana         | B       | 1/15          |
| Dánsko       | Umírnění                                | M       | 1/15          |
| Estonsko     | Estonská reformní strana                | RE      | 1/7           |
| Estonsko     | Estonská strana středu                  | K       | 1/7           |
| Finsko       | Finský střed                            | K       | 2/15          |
| Finsko       | Švédská lidová strana                   | SFP     | 1/15          |
| Francie      | Renaissance                             | RE      | 6/81          |
| Francie      | Demokratické hnutí                      | MoDem   | 3/81          |
| Francie      | Horizonty                               |         | 2/81          |
| Francie      | Unie demokratů a nezávislých            | UDI     | 1/81          |
| Francie      | Italia Viva (Sandro Gozi)               |         | 1/81          |
| Irsko        | Fianna Fáil                             | FF      | 4/14          |
| Irsko        | Nezávislé Irsko                         | ÉN      | 1/14          |
| Irsko        | nezávislý poslanec Michael McNamara     |         | 1/14          |
| Litva        | Liberální hnutí                         | LRLS    | 1/11          |
| Litva        | Strana svobody                          | LP      | 1/11          |
| Lotyšsko     | Vývoj/Pro!                              | AP!     | 1/9           |
| Lucembursko  | Demokratická strana                     | DP      | 1/6           |
| Německo      | Svobodná demokratická strana            | FDP     | 5/96          |
| Německo      | Svobodní voliči                         | FW      | 3/96          |
| Nizozemsko   | Lidová strana pro svobodu a demokracii  | VVD     | 4/31          |
| Nizozemsko   | Demokraté 66                            | D66     | 3/31          |
| Portugalsko  | Liberální iniciativa                    | IL      | 2/21          |
| Rakousko     | NEOS – Nové Rakousko a Liberální fórum  | NEOS    | 2/20          |
| Rumunsko     | Unie zachraňte Rumunsko                 | USR     | 2/33          |
| Rumunsko     | Strana lidového hnutí                   | PMP     | 1/33          |
| Slovensko    | Progresívne Slovensko                   | PS      | 6/15          |
| Slovinsko    | Hnutí za svobodu                        | GS      | 2/9           |
| Španělsko    | Baskická národní strana                 | EAJ     | 1/61          |
| Švédsko      | Strana středu                           | C       | 2/21          |
| Švédsko      | Liberálové                              | L       | 1/21          |
| Celkem       | 77/705                                  | 77/705  | 77/705        |